# Розоліні
Розоліні (італ. Rosolini, сиц. Rusalini) — муніципалітет в Італії, у регіоні Сицилія,  провінція Сиракуза.
Розоліні розташоване на відстані близько 610 км на південь від Рима, 210 км на південний схід від Палермо, 45 км на південний захід від Сиракузи.
Населення — 21 449 осіб (2014).

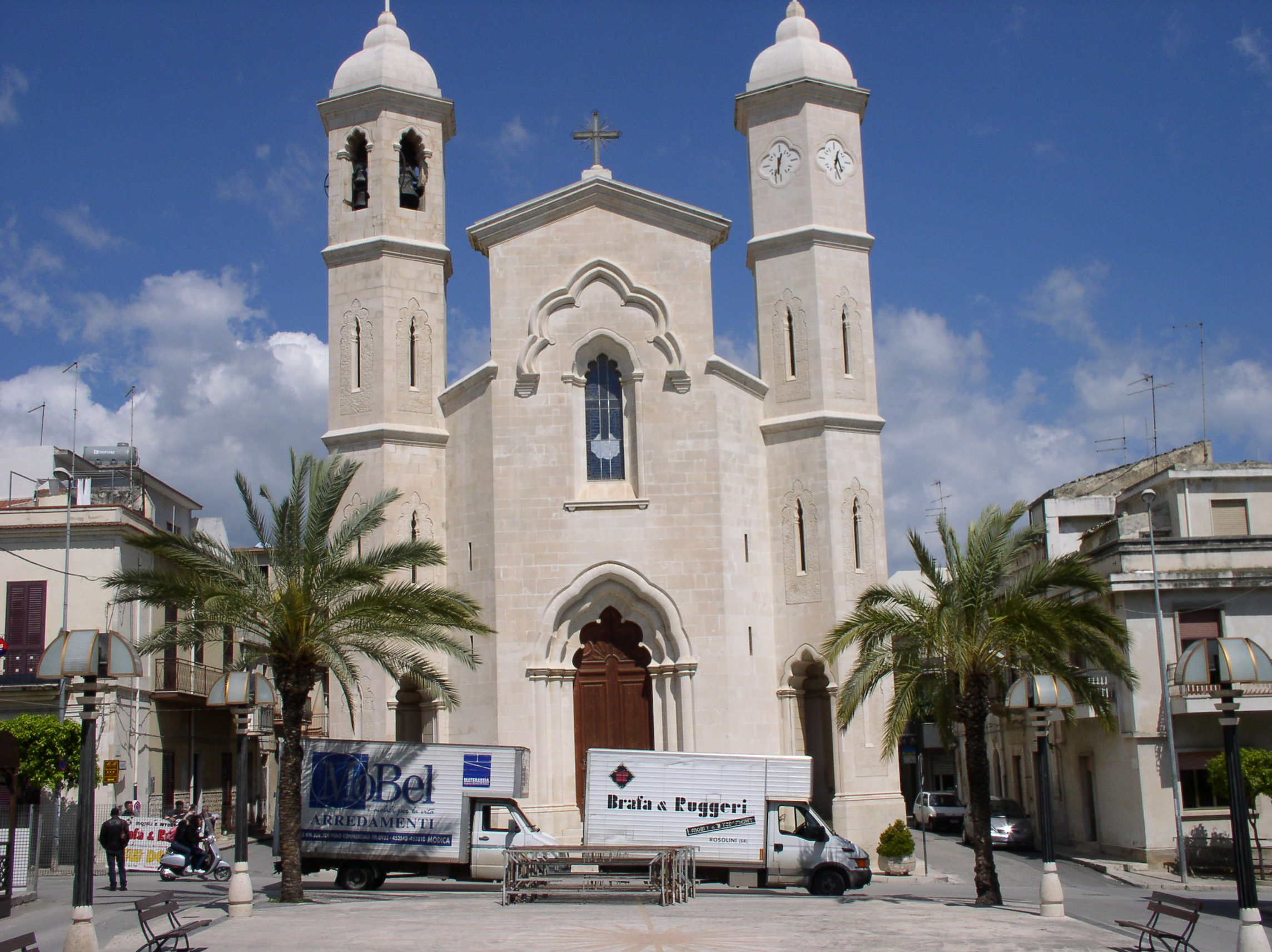

Щорічний фестиваль відбувається першої неділі серпня. Покровитель — San Luigi Gonzaga.

## Демографія
Населення за роками:

Станом на 1 січня 2023 року в муніципалітеті офіційно проживали 1174 іноземці з 50 країн, серед них 191 громадянин країн Євросоюзу та 9 громадян України.

## Сусідні муніципалітети
- Рагуза
- Іспіка
- Модіка
- Ното